# La Saga Mendelson
La Saga Mendelson est une trilogie romanesque écrite par Fabrice Colin est publiée au Seuil en 2009. Elle retrace sous la forme d'un roman historique l'histoire de la Famille Mendelson, famille juive native d'Odessa à travers le XXe siècle.

## Les Exilés
Il s'agit du premier tome de la série, couvrant l'histoire de la famille de 1895 à 1929.

## Les Insoumis
Il s'agit du second tome de la série couvrant la vie de la famille de 1930 à 1965.

## Les Fidèles
Il s'agit du troisième tome de la série de 1965 à 2000.

## Les personnages
- Isaac Mendelson (1869-1916)
- Batsheva Mendelson (1870-1946) née Stolovich, épouse d'Isaac
- David Mendelson (1895-1989) fils d'Isaac et Batsheva
- Leah Mendelson (1899-1999) fille d'Isaac et Batsheva
- Ralph Mendelson (1925-  ), fils de David et de Carmen Arroyo
- Walter Mendelson (1925-  ) frère jumeau de Ralph
- Doris Mendelson (1925-   ) fille de Leah et de Harry Langson
- Shirley Mendelson (1937-1997) fille de Leah et de Roy Langson
- Alfred Mendelson (1935-  ) fils de Leah et de Roy Langson
- Bruce Mendelson (1969-   ) fils de Ralph et de Joan Berkowitz
- Joyce Mendelson (1972-   ) fille de Ralph et de Joan Berkowitz
- Tammy Mendelson (1955-   ) fille de Shirley et de Frank Birenbaum
- Debra Mendelson (1956-1958) fille de Shirley et de Frank Birenbaum
- Scott Mendelson (1964-   ) fils de Shirley et de Frank Birenbaum
- David Mendelson Jr. (1966-   ) fils de Alfred et de Judith Ancelin
- Caleb Mendelson (1988-   ) fils de Nicole Schneider, adopté par Bruce Mendelson
- Ryan Mendelson (1997-    ) fils de Bruce et de Nicole Schneider
- Isaac Percy (1979-   ) fils de Tammy et de Kenneth Percy
- Angela Percy (1983-  ) fille de Tammy et de Kenneth Percy
- Aaron Mendelson (1998-   ) fils de David Jr. et de Brenda Miller